# Patrick Wéry
Patrick Wéry est professeur en droit des obligations belge à l'Université catholique de Louvain (UCL) et auteur de nombreuses contributions dans ce domaine. Depuis 2015, avec le professeur Eric Dirix, il coordonne les travaux de révision du Code civil belge.

## Biographie
Patrick Wéry obtient en 1992 un doctorat en droit summa cum laude à l'Université de Liège. Il enseigne désormais le droit des obligations et le droit des contrats spéciaux à l'Université catholique de Louvain (UCL).
Il est l'auteur d'ouvrages de référence en droit des obligations belge,.
Il est membre de plusieurs comités de rédactions de revues scientifiques juridiques, dont la Revue Générale de droit civil (RGDC) (Néerlandais : Tijdschrift voor Belgisch Burgerlijk Recht) et la Revue critique de jurisprudence belge (RCJB), desquelles il est rédacteur en chef,.
Depuis 2015, il coordonne les travaux de révision du Code civil belge et a notamment contribué à la rédaction du projet du Livre 5 du Code civil belge, réformant le droit des obligations. Les dispositions du Livre 5 sont en vigueur en Belgique depuis le 1er janvier 2023.

## Publications
Patrick Wéry est auteur de nombreuses publications en droit belge, comprenant notamment les publications suivantes.
- Droit des obligations. Volume 1. Théorie générale du contrat. 3e ed., Bruxelles, Larcier, 2021[3].
- Droit des obligations. Volume 2. Les sources des obligations extracontractuelles. Le régime général des obligations. 2e ed., Bruxelles, Larcier, 2016[4].
- Théorie générale des obligations et contrats spéciaux. Questions choisies. (en collaboration), Bruxelles, Larcier, 2016[8].
- Le nouveau droit des obligations (en collaboration), Limal, Anthemis, 2022[9].
- Sa liste de publication complète sur le site de l'Université catholique de Louvain.